# Jazz-Nekrolog 2013

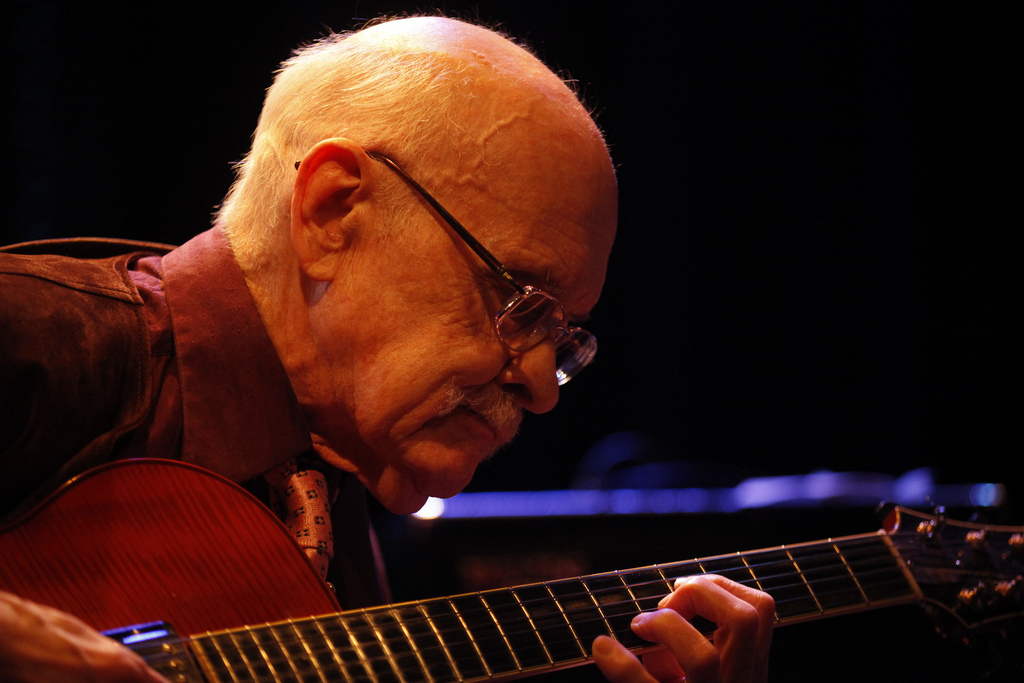
Jim Hall
4. Dezember 1930 - 10. Dezember 2013

Nekrolog
◄◄
| ◄
| 2009
| 2010
| 2011
| 2012
| 2013 | 2014 | 2015 | 2016 | 2017 | ► | ►►
Weitere Ereignisse | Allgemeiner Nekrolog 2013
Die Beschreibung der verstorbenen Person sollte so kurz wie möglich gehalten sein und nur deren signifikante Tätigkeit(en) enthalten.
Neue Namen ggf. auch unter dem Geburts- und Sterbedatum, also etwa unter 1. Januar und im Geburts- und Sterbejahr (2024) eintragen (nur bei entsprechender großer Wichtigkeit). Für Beispiele siehe die schon vorhandenen Artikel.
Außerdem über die fünf zuletzt Verstorbenen, zu denen es einen ausreichend guten Artikel für eine Präsentation auf der Hauptseite gibt, nach der todesbedingten Überarbeitung der Artikel ggf. auch unter Wikipedia Diskussion:Hauptseite informieren und sie am besten auch in den anderen Wikipedia-Sprachversionen eintragen. Tipp: Regelmäßig bei news.google.de nach „ist tot“, „gestorben“ oder „verstorben“ suchen.
Wenn eine Person gestorben ist, gibt es viele Seiten zu dieser Person in der Wikipedia, die davon auch betroffen sind und entsprechend aktualisiert werden müssen. Beispiele: Namenübersichtsseite, Geburtsjahr, Geburtsort-Seiten und viele mehr.
Wie finde ich die betroffenen Seiten?
Im Suchfeld auf der linken Seite gibt man den Suchbegriff so ein: „Vorname Nachname“. Dann klickt man auf Volltext und alle Seiten mit entsprechendem Suchtext werden aufgerufen. Hier sieht man dann schnell, wo auch das Todesjahr Sinn macht oder sogar ein Teil des Artikels angepasst werden muss. Auch hilft das „Werkzeug“ auf der linken Seite sehr gut, um solche Seiten aufzufinden: „Links auf diese Seite“. Somit ist die Wikipedia wieder aktuell in allen Bereichen! Hinweis: bei Eintragung der Kategorie „Gestorben JAHR“ wird der Missbrauchsfilter 49 ausgelöst, was jedoch nicht schlimm ist. Siehe: Spezial:Missbrauchsfilter/49

## Januar
| Tag        | Name                  | Herkunft/Beruf                                                                            | Alter | Beleg                             |
| ---------- | --------------------- | ----------------------------------------------------------------------------------------- | ----- | --------------------------------- |
| 30. Januar | Patty Andrews         | US-amerikanische Sängerin                                                                 | 94    | latimes.com                       |
| 30. Januar | Ann Rabson            | US-amerikanische Blues-Pianistin, Sängerin und Gitarristin                                | 67    | dailypress.com                    |
| 30. Januar | Mac Smith             | britischer Pianist                                                                        | 72    | lance-bebopspokenhere.blogspot.de |
| 29. Januar | George Higgs          | US-amerikanischer Bluesgitarrist und -mundharmonikaspieler                                | 82    |                                   |
| 29. Januar | Butch Morris          | US-amerikanischer Trompeter, Dirigent und Bandleader                                      | 65    | npr.org                           |
| 28. Januar | Brian Brown           | australischer Flötist                                                                     | 79    | theage.com.au                     |
| 28. Januar | Jef Lee Johnson       | US-amerikanischer Gitarrist                                                               | 54    | philly.com                        |
| 28. Januar | Victor Ntoni          | südafrikanischer Bassist und Arrangeur                                                    | 65    | citypress.co.za                   |
| 28. Januar | Bobby Sharp           | US-amerikanischer Songwriter                                                              | 88    | news.allaboutjazz.com             |
| 25. Januar | Rahn Burton           | US-amerikanischer Pianist                                                                 | 78    | jazztimes.com                     |
| 25. Januar | Greg Carroll          | US-amerikanischer R&B-Sänger                                                              | 83    | jeffersonpost.com                 |
| 25. Januar | Vinnie Owens          | US-amerikanischer Schlagzeuger                                                            | 89    | local802afm.org                   |
| 23. Januar | Earl Williams         | US-amerikanischer Schlagzeuger                                                            | 74    |                                   |
| 21. Januar | János Kőrössy         | rumänischer Pianist                                                                       | 86    | jurnalul.ro                       |
| 21. Januar | Paco Strickland       | US-amerikanischer Flamenco-Gitarrist                                                      | 60    | thedeadrockstarsclub.com          |
| 20. Januar | Richard Patt          | US-amerikanischer Bluesmusiker                                                            | 58    | thedeadrockstarsclub.com          |
| 19. Januar | Del Dako              | kanadischer Saxophonist                                                                   | 58    | theglobeandmail.com               |
| 19. Januar | Steve Knight          | US-amerikanischer Bassist, Posaunist und Tubist                                           | 77    | talkbass.com                      |
| 19. Januar | Hans-Jürgen Massaquoi | deutsch-amerikanischer Journalist und Schriftsteller                                      | 87    | independent.co.uk                 |
| 19. Januar | George Addison West   | US-amerikanischer Posaunist, Arrangeur und Hochschullehrer                                | 81    | legacy.com                        |
| 17. Januar | Claude Black          | US-amerikanischer Pianist                                                                 | 80    | toledoblade.com                   |
| 17. Januar | Robert Quibel         | französischer Bassist                                                                     | ≈82   | lexpress.fr                       |
| 17. Januar | Ken Vail              | britischer Publizist                                                                      | 73    | theguardian.com                   |
| 16. Januar | Martin O. Braatz Jr.  | US-amerikanischer Saxophonist                                                             | 82    | novakrammziegler.i-lived.com      |
| 15. Januar | Philippe Decae        | belgischer Pianist                                                                        | 89    | jazzinbelgium.com                 |
| 15. Januar | Raphael Zehnder       | Schweizer Saxophonist                                                                     | 51    | discogs.com                       |
| 14. Januar | Morten Mølster        | norwegischer Gitarrist                                                                    | 50    | news.allaboutjazz.com             |
| 14. Januar | Xoli Nkosi            | südafrikanischer Keyboarder und Sänger                                                    | 37    | sundayworld.co.za                 |
| 14. Januar | Sam Pace              | US-amerikanischer R&B-Sänger                                                              | 68    | thedeadrockstarsclub.com          |
| 14. Januar | Sandy Siegelstein     | US-amerikanischer Flügelhornist                                                           | 93    | tributes.com                      |
| 12. Januar | Precious Bryant       | US-amerikanische Bluesmusikerin                                                           | 71    | ledger-enquirer.com               |
| 12. Januar | Edward C. Kurtz Jr.   | US-amerikanischer Dokumentarfilmer (The Danny Barker Show)                                | 66    | obits.nola.com                    |
| 10. Januar | George Gruntz         | Schweizer Jazz-Pianist, Komponist, Arrangeur, Bandleader und Leiter der Berliner Jazztage | 80    | srf.ch                            |
| 10. Januar | Claude Nobs           | Schweizer Kulturmanager, Mitbegründer und langjähriger Leiter des Montreux Jazz Festivals | 76    | tagesanzeiger.ch                  |
| 9. Januar  | Jim Godbolt           | britischer Jazz-Autor und -Historiker (Die Welt des Jazz)                                 | 90    | londonjazz.blogspot.de            |
| 9. Januar  | Karl Potter           | US-amerikanischer Perkussionist                                                           | 62    |                                   |
| 9. Januar  | Ross Taggart          | kanadischer Saxophonist und Pianist                                                       |       | vancouversun.com                  |
| 8. Januar  | Vince Bovill          | britischer Saxophonist                                                                    | 89    | lance-bebopspokenhere.blogspot.de |
| 7. Januar  | Tom Ebert             | US-amerikanischer Posaunist                                                               | 93    | kalb.com                          |
| 7. Januar  | Eberhard Glauner      | deutscher Rechtsanwalt und Jazzmusiker                                                    | 76    | stuttgart-gedenkt.de              |
| 7. Januar  | Lou Wilson            | US-amerikanischer Funk-Musiker (Mandrill)                                                 | 71    | eurweb.com                        |
| 6. Januar  | Jacques Emond         | kanadischer Radiomoderator und Programmdirektor des Ottawa Jazz Festival                  | 78    | blogs.ottawacitizen.com           |
| 4. Januar  | René Netto            | US-amerikanischer Klarinettist und Saxophonist                                            | 75    | obits.nola.com                    |
| 2. Januar  | Charles Chilton       | britischer Hörfunkmoderator                                                               | 95    | thestage.co.uk                    |
| 2. Januar  | Mario Hernández       | puerto-ricanischer Tres-Spieler                                                           | 88    |                                   |
| 1. Januar  | Adrian Bentzon        | dänischer Pianist                                                                         | 83    |                                   |
| 1. Januar  | Patti Page            | US-amerikanische Sängerin                                                                 | 85    | miamiherald.com                   |
| 1. Januar  | Bobbi Rogers          | US-amerikanische Sängerin                                                                 | 81    | durham.patch.com                  |

## Februar
| Tag         | Name                           | Herkunft/Beruf                                                     | Alter | Beleg                                          |
| ----------- | ------------------------------ | ------------------------------------------------------------------ | ----- | ---------------------------------------------- |
| 28. Februar | Daniel Darc                    | französischer Sänger                                               | 53    | dna.fr                                         |
| 28. Februar | Karlheinz Klüter               | deutscher Jazzfotograf und -veranstalter                           | 78    | derwesten.de                                   |
| 28. Februar | Armando Trovaioli              | italienischer Pianist und Filmkomponist                            | 95    |                                                |
| 27. Februar | Wayne Dyess                    | US-amerikanischer Posaunist und Hochschullehrer                    | 65    | thevindicator.com                              |
| 26. Februar | Gugu Dupuis                    | Schweizer Trompeter                                                | 95    | epaper2.tagblattzuerich.ch                     |
| 25. Februar | Chief Joseph Olayiwola Afolabi | nigerianischer Musikproduzent und Musikfunktionär                  | 80    | pmnewsnigeria.com                              |
| 25. Februar | Syl Dopson                     | trinidadischer Fußballer und Musiker                               | 92    | guardian.co.tt                                 |
| 25. Februar | Dirk Fischer                   | US-amerikanischer Posaunist, Arrangeur und Komponist               | 88    | scvnews.com                                    |
| 25. Februar | Stanley Snadowsk               | US-amerikanischer Clubbesitzer                                     | 70    | nytimes.com                                    |
| 25. Februar | Dan Toler                      | US-amerikanischer Gitarrist                                        | 64    | bradenton.com                                  |
| 23. Februar | Ross Gentile                   | US-amerikanischer Trompeter und Rundfunkmoderator                  | 60    | stltoday.com                                   |
| 23. Februar | Sonny Russo                    | US-amerikanischer Posaunist                                        | 83    | jazzinstitut.de                                |
| 22. Februar | Behsat Üvez                    | türkischer Sänger, Komponist und Lehrer                            | 53    | jazzenzo.nl                                    |
| 22. Februar | Jan Dirks                      | US-amerikanischer Pianist                                          | ?     | blackdogdigital.com                            |
| 22. Februar | Norma Zenteno                  | US-amerikanische Sängerin                                          | 60    | chron.com                                      |
| 21. Februar | Phil Darois                    | US-amerikanischer Bassist und Tubist                               | 93    | obits.nola.com                                 |
| 21. Februar | Judy Jordan                    | US-amerikanische Sängerin                                          | 72    | theworldlink.com                               |
| 21. Februar | Magic Slim                     | US-amerikanischer Bluesmusiker                                     | 75    | wkzo.com                                       |
| 21. Februar | Cleotha Staples                | US-amerikanische Gospel- und R&B-Sängerin                          | 78    | bet.com                                        |
| 20. Februar | Dieter Goal                    | deutscher Saxophonist und Mundharmonikaspieler                     | 74    | brendel-ulm.de                                 |
| 19. Februar | Lou Myers                      | US-amerikanischer Pianist und Schauspieler                         | 77    | huffingtonpost.com                             |
| 19. Februar | Manfred Niehaus                | deutscher Musiker, Komponist und Musikredakteur                    | 79    | wdr3.de                                        |
| 18. Februar | Kevin Ayers                    | britischer Sänger und Gitarrist                                    | 68    | mojo4music.com                                 |
| 17. Februar | Bobby Lonero                   | US-amerikanischer Gitarrist und Bandleader                         | ≈69   | offbeat.com                                    |
| 15. Februar | Francisco Fellove              | kubanischer Sänger und Komponist                                   | 89    |                                                |
| 15. Februar | Dennis Palmer                  | US-amerikanischer Improvisationsmusiker                            | 55    | dignitymemorial.com                            |
| 14. Februar | Bryan Jones                    | britischer Bigband-Leader, Pianist und Arrangeur                   | 84    | flintshirechronicle.co.uk, jazznorthwest.co.uk |
| 10. Februar | Jesse R. Coleman               | US-amerikanischer Saxophonist und Musikpromoter                    | 56    | legacy.com                                     |
| 9. Februar  | Leo von Knobelsdorff           | deutscher Jazzpianist und Tontechniker                             | 81    | boogie-online.de                               |
| 8. Februar  | James DePreist                 | US-amerikanischer Schlagzeuger und Dirigent                        | 76    | npr.org                                        |
| 8. Februar  | Raúl Mao                       | argentinisch-spanischer Jazz-Journalist und -Zeitschriftenverleger | 68    |                                                |
| 7. Februar  | Roscoe Chenier                 | US-amerikanischer Blues und R&B-Musiker                            | 71    | bluesmagazine.nl                               |
| 7. Februar  | Estelle Katz                   | US-amerikanische Sängerin                                          | 96    | wickedlocal.com                                |
| 5. Februar  | Paul Tanner                    | US-amerikanischer Posaunist                                        | 95    | cnn.com                                        |
| 4. Februar  | Donald Byrd                    | US-amerikanischer Trompeter                                        | 80    | pitchfork.com                                  |
| 4. Februar  | Pat Halcox                     | britischer Trompeter                                               | 82    | telegraph.co.uk                                |
| 4. Februar  | Darlene McCrea                 | US-amerikanische R&B-Sängerin                                      |       | thedeadrockstarsclub.com                       |
| 3. Februar  | Herbie Saurer                  | Schweizer Trompeter                                                | ?     | jazzpoint.ch                                   |
| 1. Februar  | Rudolf Dašek                   | tschechischer Gitarrist                                            | 79    | art.ihned.cz                                   |

## März
| Tag      | Name              | Herkunft/Beruf                                                | Alter | Beleg                             |
| -------- | ----------------- | ------------------------------------------------------------- | ----- | --------------------------------- |
| 30. März | Solly Lipsitz     | irischer Trompeter                                            | 92    | belfasttelegraph.co.uk            |
| 30. März | Phil Ramone       | US-amerikanischer Musikproduzent                              | 79    | bbc.co.uk                         |
| 29. März | Pepsi Auer        | deutscher Pianist                                             | 84    | [ 1 ]                             |
| 29. März | Robbie Fraser     | britischer Trompeter                                          | 43    | basingstokegazette.co.uk          |
| 29. März | Enzo Jannacci     | italienischer Sänger, Keyboarder und Songwriter               | 77    | thedeadrockstarsclub.com          |
| 29. März | Buzz Podewell     | US-amerikanischer Banjospieler                                | 69    | offbeat.com                       |
| 28. März | Hugh McCracken    | US-amerikanischer Gitarrist                                   | ≈61   | noise11.com                       |
| 28. März | Frank Sumares     | US-amerikanischer Musiker und Musikpädagoge                   | 70    | legacy.com                        |
| 26. März | Alan Zechariah    | malaysischer Rundfunkmoderator                                | 71    | thestar.com.my                    |
| 25. März | Eddy Doorenbos    | niederländischer Sänger und Komponist                         | 91    | nos.nl                            |
| 23. März | Barbara Donald    | US-amerikanische Trompeterin                                  | 71    | seattletimes.com                  |
| 23. März | Reinhard Lakomy   | deutscher Pianist und Komponist                               | 67    | berliner-kurier.de                |
| 22. März | Steve Ellington   | US-amerikanischer Schlagzeuger                                | 71    | progress.montgomeryadvertiser.com |
| 22. März | Derek Watkins     | britischer Trompeter                                          | 68    | expressandstar.com                |
| 22. März | Bebo Valdés       | kubanischer Pianist                                           | 94    | cultura.elpais.com                |
| 22. März | Gerardo Gandini   | argentinischer Komponist                                      | 76    | clarin.com                        |
| 20. März | George Barrow     | US-amerikanischer Saxophonist                                 | 91    | nydailynews.com                   |
| 20. März | Emílio Santiago   | brasilianischer Sänger                                        | 66    | ego.globo.com                     |
| 20. März | Virginia Wicks    | US-amerikanische Publizistin                                  | 92    | jazztimes.com                     |
| 19. März | Edgardo Morales   | puerto-ricanischer Timbales-Spieler                           | 58    | sonfonia.com.co                   |
| 18. März | Bob Friedman      | US-amerikanischer Pianist und Komponist                       | 90    | legacy.com                        |
| 16. März | Ray Johnson       | US-amerikanischer Pianist und Songwriter                      | 82    | discogs.com                       |
| 15. März | Terry Lightfoot   | britischer Klarinettist                                       | 77    | itv.com                           |
| 14. März | Edward Bland      | US-amerikanischer Komponist und Filmemacher (The Cry of Jazz) | 86    | nytimes.com                       |
| 13. März | Di Anne Price     | US-amerikanische Sängerin und Pianistin                       |       | memphisflyer.com                  |
| 13. März | Manolo Guardia    | uruguayischer Pianist                                         | 75    | montevideo.com.uy                 |
| 11. März | June Korneliussen | norwegische Sängerin                                          | 51    | an.no                             |
| 10. März | Daniel Ponce      | US-amerikanischer Perkussionist                               | 59    | ancienttofuture.com               |
| 9. März  | Rune Carlsson     | schwedischer Schlagzeuger                                     | 72    | sydsvenskan.se                    |
| 9. März  | Jim Lackey        | US-amerikanischer Schlagzeuger                                | 77    | legacy.com                        |
| 7. März  | Kenny Ball        | britischer Trompeter                                          | 82    | bbc.co.uk                         |
| 7. März  | Dick Ramberg      | US-amerikanischer Klarinettist                                | 72    | twincities.com                    |
| 6. März  | Eddy DeMello      | bermuder Musikveranstalter                                    | 75    | bermudasun.bm                     |
| 6. März  | Kenneth Pasmanick | US-amerikanischer Fagottist                                   | 88    | washingtonpost.com                |
| 6. März  | Jenny Wang        | taiwanische Sängerin                                          | 63    | best-news.us                      |
| 5. März  | John LaChapelle   | US-amerikanischer Gitarrist                                   | 91    | thenewstribune.com                |
| 5. März  | Melvin Rhyne      | US-amerikanischer Organist                                    | 76    | blogs.ottawacitizen.com           |
| 4. März  | Jérôme Savary     | französisch-argentinischer Jazzmusiker und Theaterregisseur   | 70    | zeit.de                           |
| 4. März  | Fran Warren       | US-amerikanische Sängerin                                     | 87    | legacy.com                        |
| 1. März  | Jacques Bisceglia | französischer Fotograf und Autor                              | 72    | bdzoom.com                        |

## April
| Tag       | Name                 | Herkunft/Beruf                                         | Alter | Beleg                       |
| --------- | -------------------- | ------------------------------------------------------ | ----- | --------------------------- |
| 28. April | Bert Houtheusen      | britischer Saxophonist und Pilot                       | 97    | telegraph.co.uk             |
| 28. April | Paulo Vanzolini      | brasilianischer Komponist und Zoologe                  | 89    | g1.globo.com                |
| 27. April | Jimmy Damon          | US-amerikanischer Sänger                               | 75    | articles.chicagotribune.com |
| 27. April | Arthur „Doc“ Rando   | US-amerikanischer Saxophonist und Klarinettist         | 103   | reviewjournal.com           |
| 26. April | Ike Dixon            | US-amerikanischer Politiker und Nachtclubbesitzer      | 90    | afro.com                    |
| 26. April | Lilian Leach         | US-amerikanische R&B-Sängerin                          | 76    | nydailynews.com             |
| 26. April | Sidney Rosenthal     | britischer Hochschullehrer und Musiker                 | 91    | obits.dignitymemorial.com   |
| 25. April | Anatole Gerasimov    | US-amerikanischer Saxophonist                          | 68    | jazz.ru                     |
| 25. April | Attila Garay         | ungarischer Pianist                                    | 81    | jazzma.hu                   |
| 25. April | Virginia Gibson      | US-amerikanische Sängerin, Tänzerin und Schauspielerin | 88    | independent.co.uk           |
| 24. April | Mathias Lecharlier   | belgischer Bassgitarrist                               |       | jazzinbelgium.com           |
| 23. April | Bob Brozman          | US-amerikanischer Gitarrist und Musikethnologe         | 59    | mercurynews.com             |
| 23. April | Ruth Berman Harris   | US-amerikanische Harfenistin                           | 96    | local802afm.org             |
| 22. April | Bernard Kaufman      | US-amerikanischer Saxophonist                          | 98    | local802afm.org             |
| 22. April | James L. Tolbert     | US-amerikanischer Rechtsanwalt und Bürgerrechtler      | 86    | hollywoodreporter.com       |
| 22. April | David Torres         | US-amerikanischer Pianist und Arrangeur                |       | speakeasy.jazzcorner.com    |
| 18. April | Tom Parker           | britischer Pianist und Arrangeur                       | ≈68   |                             |
| 17. April | Bi Kidude            | sansibarische Sängerin                                 | 102   | theguardian.com             |
| 17. April | Yngve Moe            | norwegischer Bassgitarrist                             | 55    | vg.no                       |
| 13. April | Dean Drummond        | US-amerikanischer Komponist                            | 64    | nytimes.com                 |
| 11. April | Don Blackman         | US-amerikanischer Keyboarder                           | 59    | beyondchron.org             |
| 10. April | Jimmy Dawkins        | US-amerikanischer Blues-Musiker                        | 76    | wxrt.cbslocal.com           |
| 9. April  | Raymond Eldridge Jr. | US-amerikanischer Bassist                              | 69    | news.allaboutjazz.com       |
| 7. April  | Les Blank            | US-amerikanischer Dokumentarfilmer                     | 77    | billboard.com               |
| 7. April  | Dwike Mitchell       | US-amerikanischer Pianist                              | 83    | nytimes.com                 |
| 6. April  | James Cunningham     | US-amerikanischer Hochschullehrer                      | 74    | articles.chicagotribune.com |
| 6. April  | Don Shirley          | US-amerikanischer Pianist                              | 86    | nytimes.com                 |
| 5. April  | Terry Devon          | britische Sängerin                                     | 90    | independent.co.uk           |
| 4. April  | Jerry Scott          | US-amerikanischer Pianist                              | 67    | cabaret.broadwayworld.com   |
| 3. April  | Robert Linden        | US-amerikanischer Blues-Musiker                        | 57    | thedeadrockstarsclub.com    |
| 2. April  | Jess Franco          | spanischer Filmregisseur und Musiker                   | 82    | fangoria.com                |
| 2. April  | Werner Wunderlich    | deutscher Journalist und Hörfunkmoderator              | 86    | swr.de                      |
| 1. April  | Johnnie Billington   | US-amerikanischer Blues-Musiker                        | 77    | arts.state.ms.us            |

## Mai
| Tag      | Name                     | Herkunft/Beruf                                               | Alter | Beleg                             |
| -------- | ------------------------ | ------------------------------------------------------------ | ----- | --------------------------------- |
| 31. Mai  | Jörgen Zetterquist       | schwedischer Kornettist                                      | 84    |                                   |
| 29. Mai  | Marvin Junior            | US-amerikanischer R&B-Sänger                                 | 77    | abclocal.go.com                   |
| 29. Mai  | Mulgrew Miller           | US-amerikanischer Pianist                                    | 57    | nytimes.com                       |
| 29. Mai  | Kai Rautenberg           | deutscher Pianist und Komponist                              | 73    | bz-berlin.de                      |
| 28. Mai  | Joop Ayal                | belgischer Saxophonist und Flötist                           | 87    |                                   |
| 28. Mai  | Svatopluk Košvanec       | tschechischer Posaunist                                      |       |                                   |
| 27. Mai  | Jean Bach                | US-amerikanische Dokumentarfilmerin                          | 94    | nytimes.com                       |
| 27. Mai  | Jim Southerland          | US-amerikanischer Journalist und Trompeter                   | 57    | ajc.com                           |
| 24. Mai  | Ed Shaughnessy           | US-amerikanischer Schlagzeuger                               | 84    | drummerworld.com                  |
| 23. Mai  | El Niño Miguel           | spanischer Flamenco-Gitarrist                                | 61    | rtve.es                           |
| 22. Mai  | Wayne Miller             | US-amerikanischer Fotograf                                   | 94    | lightbox.time.com                 |
| 21. Mai  | Mack Emerman             | US-amerikanischer Musikproduzent                             | 89    | thenewstribune.com                |
| 21. Mai  | Bob Thompson             | US-amerikanischer Filmkomponist                              | 88    | herald-mail.com                   |
| 19. Mai  | Richard Muller           | französischer Gitarrist                                      |       | ladepeche.fr                      |
| 19. Mai  | Joshua Wolff             | US-amerikanischer Pianist                                    | 39    | seattlejazzscene.com              |
| 18. Mai  | Jimmie Stewart           | US-amerikanischer R&B-Sänger                                 | 86    | thedeadrockstarsclub.com          |
| 17. Mai  | Harold Shapero           | US-amerikanischer Komponist, zunächst Leiter einer Swingband | 93    | nytimes.com                       |
| 16. Mai  | Jim Ruffner              | US-amerikanischer Impresario                                 | ≈83   | deathnotices.michigan.com         |
| 14. Mai? | André Jorro              | französischer Gitarrist                                      | 61    | sudouest.fr                       |
| 14. Mai  | Dan Whitner              | US-amerikanischer Schlagzeuger                               | 77    | ajc.com                           |
| 13. Mai  | Louie Cook               | US-amerikanischer Radiomoderator und Musikproduzent          |       | blogs.northcountrypublicradio.org |
| 12. Mai  | Jimi Metag               | deutscher Konzertveranstalter                                | 62    | moz.de                            |
| 12. Mai  | Tim Stüttgen             | deutscher Autor und Journalist                               | ≈36   | spex.de                           |
| 11. Mai  | Ollie Mitchell           | US-amerikanischer Trompeter und Bandleader                   | 86    | westhawaiitoday.com               |
| 7. Mai   | Steve Martland           | britischer Komponist                                         | 58    |                                   |
| 7. Mai   | Dave Wilson              | schottischer Musiker                                         | 76    | heraldscotland.com                |
| 5. Mai   | Shirley Lewis            | US-amerikanische Blues-Sängerin                              | 76    | boston.com                        |
| 4. Mai   | David Allen Milburn      | US-amerikanischer Posaunist und Hochschullehrer              | 71    | therecorddelta.com                |
| 4. Mai   | Sherman Mitchell         | US-amerikanischer Posaunist                                  | 83    | mlive.com                         |
| 4. Mai   | César Portillo de la Luz | kubanischer Gitarrist und Komponist                          | 90    | miamiherald.com                   |
| 3. Mai   | Cedric Brooks            | jamaikanischer Saxophonist                                   | 70    | huffingtonpost.com                |
| 3. Mai   | Totole Masselier         | französischer Bassist                                        | 87    |                                   |
| 3. Mai   | Ron McKay                | britischer Schlagzeuger                                      |       | jazzandjazz.com                   |
| 3. Mai   | Henry Wallin             | schwedischer Schlagzeuger und Produzent                      | 90    | orkesterjournalen.com             |
| 2. Mai   | Eddie Kaye               | US-amerikanischer Saxophonist                                | 86    | buffalonews.com                   |
| 2. Mai   | Sid Selvidge             | US-amerikanischer Blues-Musiker                              | 69    | wknofm.org                        |
| 1. Mai   | Joe Killian              | US-amerikanischer Pianist und Organist                       | 86    | jazztimes.com                     |
| 1. Mai   | Seth Rothstein           | US-amerikanischer Musikproduzent und -manager                |       | jazztimes.com                     |

## Juni
| Tag       | Name                                         | Herkunft/Beruf                                  | Alter | Beleg                                             |
| --------- | -------------------------------------------- | ----------------------------------------------- | ----- | ------------------------------------------------- |
| 30. Juni  | Jesse Andrus                                 | US-amerikanischer Saxophonist                   | 55    | facebook.com                                      |
| 30. Juni  | Allen Louis Fontenot                         | US-amerikanischer Cajun-Musiker                 | 81    | obits.nola.com                                    |
| 29. Juni  | Paul Smith                                   | US-amerikanischer Pianist                       | 91    | pvnews.com                                        |
| 28. Juni  | Silvi Vrait                                  | estnische Sängerin                              | 62    | esctoday.com                                      |
| 26. Juni  | Anders Burman                                | schwedischer Schlagzeuger und Produzent         | 84    | sydsvenskan.se                                    |
| 26. Juni  | Henrik Otto Donner                           | finnischer Trompeter und Komponist              | 73    | yle.fi                                            |
| 26. Juni  | Bert Stern                                   | US-amerikanischer Fotograf                      | 83    | nytimes.com                                       |
| 24. Juni  | Bob Meyer                                    | US-amerikanischer Trompeter und Hochschullehrer | 72    | legacy.com                                        |
| 23. Juni  | Bobby Bland                                  | US-amerikanischer Bluessänger                   | 83    | theguardian.com                                   |
| 23. Juni  | Alain Gibert                                 | französischer Posaunist und Komponist           | 66    | lamontagne.fr                                     |
| 23. Juni  | Jeanne Arland Peterson                       | US-amerikanische Sängerin und Pianistin         | 91    | startribune.com                                   |
| 23. Juni  | Little Willie Littlefield                    | US-amerikanischer R&B-Musiker                   | 81    | jukeboxplaying.com                                |
| 22. Juni  | Wendy Saddington                             | australische Sängerin                           | 63    | noise11.com                                       |
| 18. Juni  | Rozanna Levine                               | US-amerikanische Klarinettistin                 | 68    | philzone.org                                      |
| 17. Juni  | Jalil Shahnaz                                | iranischer Tar-Spieler                          | ≈92   | sites.radiofrance.fr                              |
| 16. Juni  | Tó Neto                                      | portugiesischer Synthesizer-Spieler             | 57    | discogs.com                                       |
| 14. Juni  | Joe „Jazzy Joe“ Pereira                      | indischer Saxophonist                           | ≈85   | timesofindia.indiatimes.com                       |
| 14. Juni  | Nana Wusu                                    | ghanaischer Highlife-Sänger                     |       | enewsgh.com                                       |
| 13. Juni? | Wayne Jones                                  | US-amerikanischer Schlagzeuger                  | 80    | legacy.suntimes.com                               |
| 13. Juni  | Sam Most                                     | US-amerikanischer Flötist                       | 82    | somethingelsereviews.com                          |
| 13. Juni  | Tauno Suojärvi                               | finnischer Bassist                              | 84    | discogs.com                                       |
| 12. Juni  | Pa Fatai „Rolling Dollar“ Olayiwola Olagunju | nigerianischer Musiker                          | 85    | vanguardngr.com                                   |
| 12. Juni  | Alberto Pizzigoni                            | italienischer Gitarrist, Bassist und Keyboarder | 85    |                                                   |
| 11. Juni  | Babi Floyd                                   | US-amerikanischer Sänger und Songwriter         | 59    | jazzstation-oblogdearnaldodesouteiros.blogspot.de |
| 11. Juni  | Johnny Smith                                 | US-amerikanischer Gitarrist                     | 90    | jazzguitarscene.wordpress.com                     |
| 9. Juni   | Harold „Stumpy“ Cromer                       | US-amerikanischer Stepptänzer                   | 92    | nydailynews.com                                   |
| 9. Juni   | Murray McNabb                                | neuseeländischer Musiker und Komponist          | 66    | nzmusician.co.nz                                  |
| 8. Juni   | Harry Fulcher                                | britischer Saxophonist                          |       | thedeadrockstarsclub.com                          |
| 7. Juni   | Joe Aaron                                    | US-amerikanischer Saxophonist                   | 94    | jsonline.com                                      |
| 6. Juni   | Dim Kesber                                   | niederländischer Klarinettist                   | 83    |                                                   |
| 6. Juni   | Bert Wilson                                  | US-amerikanischer Saxophonist                   | 73    | theolympian.com                                   |
| 4. Juni   | Ibrahim González                             | US-amerikanischer Musiker und Rundfunkmoderator | 57    | jazztimes.com                                     |
| 4. Juni   | Ben Tucker                                   | US-amerikanischer Bassist                       | 82    | savannahnow.com                                   |
| 3. Juni   | Bob Lasprogato                               | US-amerikanischer Schlagzeuger                  | 71    | westport.dailyvoice.com                           |
| 3. Juni   | Piano C. Red                                 | US-amerikanischer Bluesmusiker                  | 79    | thedeadrockstarsclub.com                          |
| 1. Juni   | Albert Langue                                | belgischer Trompeter                            | 92    | laprovince.be                                     |

## Juli
| Tag      | Name                           | Herkunft/Beruf                                                             | Alter | Beleg                      |
| -------- | ------------------------------ | -------------------------------------------------------------------------- | ----- | -------------------------- |
| 30. Juli | Sharon Mosby                   | US-amerikanische Sängerin                                                  | 70    | knoxnews.com               |
| 30. Juli | Billy Root                     | US-amerikanischer Saxophonist                                              | 79    | jazzwax.com                |
| 29. Juli | Walter Malosetti               | argentinischer Gitarrist, Komponist und Hochschullehrer                    | 82    | rollingstone.com.ar        |
| 29. Juli | Peter Ypma                     | niederländischer Schlagzeuger                                              | 71    | denhaagfm.nl               |
| 28. Juli | Rita Reys                      | niederländische Sängerin                                                   | 88    | orf.at                     |
| 26. Juli | J. J. Cale                     | US-amerikanischer Gitarrist                                                | 74    | t-online.de                |
| 25. Juli | Bob Acri                       | US-amerikanischer Pianist                                                  | 95    | legacy.com                 |
| 25. Juli | Steve Berrios                  | US-amerikanischer Schlagzeuger und Perkussionist                           | 68    | jazztimes.com              |
| 25. Juli | Walter De Maria                | US-amerikanischer Künstler und Perkussionist                               | 77    | nzz.ch                     |
| 25. Juli | Nic Gotham                     | kanadischer Saxophonist und Komponist                                      | 53    | musicaltoronto.org         |
| 25. Juli | Kongar-ool Borissowitsch Ondar | tuwinischer Obertonsänger                                                  | 51    |                            |
| 24. Juli | Chiwoniso Maraire              | zimbabwische Mbira-Spielerin                                               | 37    | newsdzezimbabwe.co.uk      |
| 23. Juli | Gino Bocchino                  | italienischer Schlagzeuger                                                 | 84    |                            |
| 23. Juli | Andy Weaver                    | britischer Bluesmusiker                                                    | ≈48   | chickenlegsweaver.co.uk    |
| 23. Juli | José Domingos de Morais        | brasilianischer Akkordeonist                                               | 72    | g1.globo.com               |
| 23. Juli | Georges Grenu                  | französischer Saxophonist                                                  | 88    | lanouvellerepublique.fr    |
| 22. Juli | John Danser                    | US-amerikanischer Klarinettist und Saxophonist                             | 79    | local802afm.org            |
| 22. Juli | Gigi Hines                     | US-amerikanische Bluessängerin                                             | 76    | sunherald.com              |
| 21. Juli | Don Gordon                     | US-amerikanischer Radiomoderator                                           | 75    | staradvertiser.com         |
| 20. Juli | Al Kiger                       | US-amerikanischer Trompeter                                                | 81    | organissimo.org            |
| 20. Juli | Lorna Michaelson               | US-amerikanische Pianistin                                                 | 84    | bismarcktribune.com        |
| 19. Juli | Steve Blailock                 | US-amerikanischer Gitarrist                                                | 69    | jazzhouston.com            |
| 19. Juli | Herbert Morgan                 | US-amerikanischer Saxophonist                                              |       | organissimo.org            |
| 18. Juli | Odette Etienne                 | französische Sängerin                                                      | 85    | huffingtonpost.fr          |
| 18. Juli | Carline Ray                    | US-amerikanische Gitarristin                                               | 88    | edition.cnn.com            |
| 17. Juli | Peter Appleyard                | kanadischer Vibraphonist                                                   | 84    | cbc.ca                     |
| 17. Juli | Rolf Cizmek                    | Schweizer Bassist                                                          | 76    | alpenkino.ch (PDF; 141 kB) |
| 16. Juli | T-Model Ford                   | US-amerikanischer Bluesmusiker                                             | ≈93   | usatoday.com               |
| 15. Juli | Kenneth Giordano               | US-amerikanischer Clubbesitzer (Willie’s Steakhouse)                       | 70    | nydailynews.com            |
| 15. Juli | Ashton Springer                | US-amerikanischer Musical-Produzent                                        | 82    | playbill.com               |
| 14. Juli | Donald Johns                   | US-amerikanischer Hochschullehrer und Radiomoderator                       | 87    | ucrtoday.ucr.edu           |
| 14. Juli | Curly Lewis                    | US-amerikanischer Western-Swing-Musiker                                    | 88    | newson6.com                |
| 13. Juli | Laurie Frink                   | US-amerikanische Trompeterin                                               | 61    | kimmacari.wordpress.com    |
| 13. Juli | Leonard Garment                | US-amerikanischer Politikberater und Mitbegründer des National Jazz Museum | 89    | bigstory.ap.org            |
| 12. Juli | Eddie DeFacq                   | belgischer Klarinettist, Sänger und Songwriter                             | 79    | jazzinbelgium.com          |
| 10. Juli | Alfredo Papo                   | spanischer Kritiker und Jazzautor                                          | 91    | cultura.elpais.com         |
| 9. Juli  | Eduardo Casalla                | argentinischer Schlagzeuger                                                | 74    |                            |
| 5. Juli  | Jo Ann Hagy                    | US-amerikanische Sängerin                                                  | 77    | legacy.com                 |
| 4. Juli  | Chester Harriott               | britisch-jamaikanischer Pianist und Sänger                                 | 80    | theguardian.com            |
| 4. Juli  | Stevey Hay                     | schottischer Bluesmusiker                                                  |       | bbc.co.uk                  |
| 3. Juli  | Bernard Vitet                  | französischer Trompeter                                                    | 79    | blogs.mediapart.fr         |
| 2. Juli  | Bengt Hallberg                 | schwedischer Pianist und Komponist                                         | 80    | sydsvenskan.se             |
| 2. Juli  | Aldo Sinesio                   | italienischer Musikproduzent (Horo Records)                                | 83    | gds.it                     |
| 1. Juli  | Texas Johnny Brown             | US-amerikanischer Bluesmusiker                                             | 85    | valleymorningstar.com      |
| 1. Juli  | Rolf Graf                      | norwegischer Sänger, Bassist, Komponist und Produzent                      | 53    | nrk.no                     |

## August
| Tag        | Name                   | Herkunft/Beruf                                               | Alter | Beleg                      |
| ---------- | ---------------------- | ------------------------------------------------------------ | ----- | -------------------------- |
| 30. August | John „Luke“ Logan      | US-amerikanischer Bluesmusiker                               | 66    | latimes.com                |
| 29. August | Thony Moïse            | haitianischer Saxophonist                                    | 75    | hpnhaiti.com               |
| 28. August | Roy Superior           | US-amerikanischer Klarinettist                               | 78    | legacy.com                 |
| 27. August | Larry Karush           | US-amerikanischer Pianist und Komponist                      | 66    | worldmusiccentral.org      |
| 27. August | Jack Maheu             | US-amerikanischer Klarinettist                               | 83    | syracuse.com               |
| 26. August | Louie Leon             | US-amerikanischer Bigband-Leader                             | 92    | azstarnet.com              |
| 24. August | Mike Winters           | britischer Komiker und Autor                                 | 86    | theguardian.com            |
| 23. August | Gilbert Taylor         | britischer Kameramann                                        | 99    | nytimes.com                |
| 21. August | Sid Bernstein          | US-amerikanischer Impresario                                 | 95    | bazonline.ch               |
| 21. August | Kris Goessens          | belgischer Pianist                                           | 46    | 7sur7.be                   |
| 20. August | Sathima Bea Benjamin   | südafrikanische Sängerin                                     | 76    | blogs.ottawacitizen.com    |
| 20. August | Don Hassler            | US-amerikanischer Musiker, A&R und Komponist                 | 84    | legacy.com                 |
| 20. August | Marian McPartland      | US-amerikanische Pianistin                                   | 95    | blogs.ottawacitizen.com    |
| 19. August | José Artemio Castañeda | kubanischer Komponist und Musiker                            | 84    | diariodecuba.com           |
| 19. August | Henri Debs             | französischer Produzent und Komponist                        | 81    | caraibcreolenews.com       |
| 19. August | Donna Hightower        | US-amerikanische Sängerin                                    | 86    | khou.com                   |
| 19. August | Albert Murray          | US-amerikanischer Schriftsteller und Jazzkritiker            | 97    | nytimes.com                |
| 19. August | Fritz Rau              | deutscher Konzertveranstalter                                | 83    | hr-online.de               |
| 19. August | Cedar Walton           | US-amerikanischer Pianist                                    | 79    | artsjournal.com            |
| 18. August | Alberto Marsicano      | brasilianischer Sitar-Spieler                                | 51    | diariodonordeste.globo.com |
| 18. August | Rolv Wesenlund         | norwegischer Klarinettist, Journalist und Komiker            | 76    | newsinenglish.no           |
| 17. August | Pierre Hennebelle      | französischer Künstler und Pianist                           | 87    | lavoixdunord.fr            |
| 17. August | Richard Madgwick       | US-amerikanischer Pianist                                    | 98    | cadencejazzmagazine.com    |
| 17. August | Richard Madgwick       | britischer Pianist                                           | 68    | londonjazznews.com         |
| 16. August | Webster Phillips       | US-amerikanischer Schlagzeuger                               | 67    | northjersey.com            |
| 15. August | René Caumer            | französischer Musikveranstalter (Festival de Jazz de Calvi)  | 77    | corsenetinfos.fr           |
| 15. August | Jane Harvey            | US-amerikanische Sängerin                                    | 88    | playbill.com               |
| 14. August | Pam Crain              | indische Sängerin                                            | ≈74   | radhathomas.com            |
| 13. August | Vladimir Vasilkov      | russischer Schlagzeuger                                      | 69    |                            |
| 12. August | Pepa Streichl          | tschechischer Bluesmusiker                                   | 64    | streichl.cz                |
| 12. August | György Vukán           | ungarischer Pianist und Komponist                            | 71    | storyonline.hu             |
| 12. August | Alfons Wonneberg       | deutscher Musiker und Arrangeur                              | 86    | rbb-online.de              |
| 10. August | Eydie Gormé            | US-amerikanische Sängerin                                    | 84    | nj.com                     |
| 9. August  | Doctor Gabs            | Pianist und Sänger                                           | ≈53   | forevermissed.com          |
| 9. August  | Flip Gehring           | deutscher Vibraphonist, Gitarrist und Saxophonist            | 84    | [ 2 ]                      |
| 9. August  | Jean Lerusse           | belgischer Bassist                                           | 74    | jazzinbelgium.com          |
| 9. August  | Les Muscutt            | US-amerikanischer Banjospieler und Gitarrist                 | 72    | neworleansnotes.com        |
| 9. August  | Eddie Pérez            | puerto-ricanischer Saxophonist                               | 78    | sipse.com                  |
| 7. August  | Atwell Jansen          | singapurischer Bluesmusiker                                  | 62    | news.asiaone.com           |
| 7. August  | Gary LeFebvre          | US-amerikanischer Saxophonist                                | 74    | utsandiego.com             |
| 6. August  | Artwork Jamal          | US-amerikanischer Bluesmusiker                               | 47    | ladowntownnews.tumblr.com  |
| 6. August  | Bob Reuter             | US-amerikanischer Bluesmusiker                               | 61    | dailymail.co.uk            |
| 6. August  | Mike Zinzen            | belgischer Saxophonist                                       | ≈81   | jazzinbelgium.com          |
| 5. August  | George Duke            | US-amerikanischer Jazz- und Fusionmusiker                    | 67    | radiofacts.com             |
| 5. August  | Horacio Icasto         | argentinischer Pianist, Komponist und Bandleader             | 72    | canariascultura.com        |
| 3. August  | David „Poggy“ Pogson   | britischer Posaunist                                         | 79    | guardian-series.co.uk      |
| 2. August  | Steve Jones            | US-amerikanischer Musik-Journalist und -Kritiker (USA Today) | 57    | usatoday.com               |
| 1. August  | Wojciech Juszczak      | polnischer Musikveranstalter                                 | 48    | facebook.com               |
| 1. August  | Kerry Strayer          | US-amerikanischer Saxophonist, Arrangeur und Bandleader      | 56    | kansascity.com             |
| 1. August  | Silvero „Berry“ Yaneza | US-amerikanischer Trompeter                                  | ≈87   | cadencejazzmagazine.com    |

## September
| Tag           | Name                            | Herkunft/Beruf                                                | Alter | Beleg                    |
| ------------- | ------------------------------- | ------------------------------------------------------------- | ----- | ------------------------ |
| 29. September | Dean Barlow                     | US-amerikanischer R&B-Sänger                                  | ≈78   | thedeadrockstarsclub.com |
| 27. September | Oscar Castro-Neves              | brasilianischer Gitarrist, Arrangeur und Komponist            | 73    | g1.globo.com             |
| 27. September | Theodore T. Howes Jr.           | US-amerikanischer Musiker und Radiomoderator                  | 79    | buffalonews.com          |
| 26. September | Arnstein Johansen               | norwegischer Akkordeonist                                     | 88    |                          |
| 23. September | Paul Kuhn                       | deutscher Pianist, Sänger und Bandleader                      | 85    | ksta.de                  |
| 23. September | Gia Maione Prima                | US-amerikanische Sängerin                                     | 72    | wwltv.com                |
| 23. September | Peter Dyksman                   | kanadischer Bassist                                           | 76    | ottawacitizen.com        |
| 22. September | Sam Falzone                     | US-amerikanischer Saxophonist                                 | 79    | jazztimes.com            |
| 21. September | Tommy Hughes                    | britischer Sänger, Banjospieler und Keyboarder                | 75    | thedeadrockstarsclub.com |
| 21. September | Heinz Krassnitzer               | österreichischer Jazz-Veranstalter                            | 60    | kurier.at                |
| 19. September | Terence „Ready Teddy“ McQuiston | US-amerikanischer Blues-Sänger, DJ und Promoter               | 65    | nola.com                 |
| 18. September | Lindsay Cooper                  | britische Fagott- und Sopransaxophonspielerin und Komponistin | 62    | lineout.thestranger.com  |
| 18. September | Thomas Frimpong                 | Highlife-Schlagzeuger und Sänger                              | 70    | allafrica.com            |
| 17. September | Per Goldschmidt                 | dänischer Saxophonist und Schauspieler                        | 70    | dfi.dk                   |
| 17. September | Bernie McGann                   | australischer Saxophonist                                     | 76    | smh.com.au               |
| 16. September | Jimmy Ponder                    | US-amerikanischer Gitarrist                                   | 67    | organissimo.org          |
| 12. September | Joe Ambrosia                    | US-amerikanischer Trompeter                                   | 71    | postandcourier.com       |
| 10. September | Don Nelson                      | US-amerikanischer Drehbuchautor, Filmproduzent und Musiker    | 86    | latimes.com              |
| 7. September  | Fred Katz                       | US-amerikanischer Cellist                                     | 94    | news.feedzilla.com       |
| 7. September  | Lee Tanner                      | US-amerikanischer Fotograf                                    | 82    | jazztimes.com            |
| 5. September  | Eva Griñán                      | kubanische Sängerin und Musikprofessorin                      | 66    | cubarte.cult.cu          |
| 4. September  | Günter Fuhlisch                 | Posaunist und Orchesterleiter                                 | 92    | shz.de                   |
| 2. September  | Jarosław Śmietana               | polnischer Gitarrist                                          | 62    | networkedblogs.com       |
| 1. September  | Bill Garts                      | US-amerikanischer Journalist und Rundfunkproduzent            | 85    | legacy.com               |

## Oktober
| Tag          | Name                   | Herkunft/Beruf                                                        | Alter | Beleg                   |
| ------------ | ---------------------- | --------------------------------------------------------------------- | ----- | ----------------------- |
| 31. Oktober  | Father John D’Amico    | US-amerikanischer Pianist und Komponist                               | 74    | philly.com              |
| 31. Oktober  | Bobby Parker           | US-amerikanischer Bluesmusiker                                        | 76    |                         |
| 30. Oktober  | Pete Haycock           | britischer Bluesgitarrist                                             | 62    | independent.co.uk       |
| 30. Oktober  | Frank Wess             | US-amerikanischer Flötist und Saxophonist                             | 91    | blogs.ottawacitizen.com |
| 28. Oktober  | Gordon Dooley          | US-amerikanischer Trompeter und Bandleader                            | 92    | denverpost.com          |
| 28. Oktober  | Tommy Gumina           | US-amerikanischer Akkordeonist                                        | 82    | jsonline.com            |
| 28. Oktober  | Ferdinand Havlík       | tschechischer Komponist und Klarinettist                              | 85    | kultura.idnes.cz        |
| 26. Oktober  | Roger Asselberghs      | belgischer Saxophonist und Klarinettist                               | 88    | jazzinbelgium.com       |
| 26. Oktober  | Frank Tribble          | US-amerikanischer Gitarrist                                           | 64    | legacy.com              |
| 24. Oktober  | Toto Blanke            | deutscher Gitarrist                                                   | 77    | nw-news.de              |
| 24. Oktober  | Al Carter              | US-amerikanischer Bluesmusiker                                        | 66    | therecord.com           |
| 21. Oktober  | Mortimer Katz          | kanadischer Saxophonist, Klarinettist und Pianist                     | 87    | ottawajazzscene.ca      |
| 21. Oktober  | Jerry Roucher          | US-amerikanischer Musikveranstalter                                   | 76    | arts.heraldtribune.com  |
| 21. Oktober  | Andrew Senatore        | US-amerikanischer Trompeter                                           | 81    | local802afm.org         |
| 20. Oktober  | Dick Morgan            | US-amerikanischer Pianist                                             | 84    | washingtonpost.com      |
| 20. Oktober  | Nacho Sáenz de Tejada  | spanischer Musiker und Journalist                                     | 64    | cultura.elpais.com      |
| 20. Oktober  | Bobby Thomas           | US-amerikanischer Schlagzeuger                                        | 80    |                         |
| 19. Oktober  | John Bergamo           | US-amerikanischer Schlagzeuger und Perkussionist                      | 73    | vcstar.com              |
| 19. Oktober  | Ronald Shannon Jackson | US-amerikanischer Schlagzeuger                                        | 73    | jazztimes.com           |
| 17. Oktober  | Howard Brofsky         | US-amerikanischer Kornettist und Musikpädagoge                        | 86    | legacy.com              |
| 15. Oktober  | Donald Bailey          | US-amerikanischer Schlagzeuger                                        | 79    | jazztimes.com           |
| 15. Oktober  | Gloria Lynne           | US-amerikanische Sängerin                                             | 83    | edition.cnn.com         |
| 14. Oktober  | Mats Olsson            | schwedischer Orchesterleiter, Musiker und Arrangeur                   | 83    | hn.se                   |
| 13. Oktober  | Bob Greene             | US-amerikanischer Pianist                                             | 91    | nytimes.com             |
| 13. Oktober  | Otto Helbig            | US-amerikanischer Musiker, Komponist und Arrangeur                    | 98    | local802afm.org         |
| 13. Oktober  | Tommy Whittle          | britischer Saxophonist                                                | 87    | jazzwisemagazine.com    |
| 13. Oktober  | Claas Willeke          | deutscher Musiker und Hochschullehrer                                 | 47    | bild.de                 |
| 12. Oktober  | Ulf Linde              | schwedischer Schriftsteller, Kunstkritiker, Jazzmusiker und Komponist | 84    | dn.se                   |
| 11. Oktober  | Jerry Heldman          | US-amerikanischer Musiker und Clubbesitzer                            | 76    | blogs.seattletimes.com  |
| 11. Oktober? | Noa Bursie             | US-amerikanische Singer-Songwriterin                                  | 57    | buffalonews.com         |
| 10. Oktober  | David John Armstrong   | US-amerikanischer Musiker                                             | 69    | obits.nola.com          |
| 8. Oktober?  | Kürşat And             | türkischer Bassist                                                    | 49    | facebook.com            |
| 7. Oktober   | Dick LaPalm            | US-amerikanischer Promoter und Produzent (Chess Records)              | 86    | jazztimes.com           |
| 6. Oktober   | Julius Lewis           | US-amerikanischer Saxophonist                                         | 59    | obits.nola.com          |
| 6. Oktober   | Senén Suárez           | kubanischer Gitarrist und Komponist                                   | 91    | diariodecuba.com        |
| 5. Oktober   | Butch Warren           | US-amerikanischer Kontrabassist und Komponist                         | 74    | washingtonpost.com      |
| 4. Oktober   | Christian Gailly       | französischer Schriftsteller und Musiker                              | 70    | ouest-france.fr         |
| 3. Oktober   | Frank D’Rone           | US-amerikanischer Sänger und Gitarrist                                | 81    | chicagotribune.com      |
| 3. Oktober   | Christopher Monyoncho  | kenianischer Musiker und Komponist                                    | 68    | nation.co.ke            |
| 3. Oktober   | Wilson Moorman         | US-amerikanischer Perkussionist                                       | 73    | local802afm.org         |
| 3. Oktober   | Stevie „Maroono“ Sekul | US-amerikanischer Blues- und Cayun-Musiker                            | 59    | sunherald.com           |
| 2. Oktober   | Koloi Lebona           | südafrikanischer Musikproduzent                                       | 71    | facebook.com            |
| 2. Oktober   | Tsutomu Okada          | japanischer Bassist                                                   | 64    | ben-okada.com           |

## November
| Tag           | Name                         | Herkunft/Beruf                                                         | Alter | Beleg                       |
| ------------- | ---------------------------- | ---------------------------------------------------------------------- | ----- | --------------------------- |
| 30. November  | Gene Elzy                    | US-amerikanischer Rundfunkmoderator                                    | 81    | freep.com                   |
| 30. November  | Tabu Ley Rochereau           | kongolesischer Sänger                                                  | 73    | telegraph.co.uk             |
| 30. November  | José Wampach                 | belgischer Schlagzeuger                                                | ≈68   | jazzinbelgium.com           |
| 28. November  | Joe Bihari                   | US-amerikanischer Blues-Produzent                                      | 88    | washingtonpost.com          |
| 27. November  | Chet Krolewicz               | US-amerikanischer Gitarrist                                            | 89    | legacy.com                  |
| 26. November  | Stan Stennett                | walisischer Komiker, Schauspieler und Musiker                          | 88    | bbc.co.uk                   |
| 25. November  | Chico Hamilton               | US-amerikanischer Schlagzeuger                                         | 92    | blogs.ottawacitizen.com     |
| 25. November  | Ginou Oriol                  | haitianische Sängerin                                                  | 57    | radiotelevisioncaraibes.com |
| 22. November  | Wanda Coleman                | US-amerikanische Lyrikerin                                             | 67    | blogs.laweekly.com          |
| 23. November  | Ricky „Sugarfoot“ Wellman    | US-amerikanischer Schlagzeuger                                         | 57    | washingtonpost.com          |
| 21. November? | Nate Morgan                  | US-amerikanischer Pianist                                              |       | brickwahl.com               |
| 21. November  | Bernard Parmegiani           | französischer Komponist                                                | 86    | francemusique.fr            |
| 21. November  | Conrad Susa                  | US-amerikanischer Komponist                                            | 78    | nytimes.com                 |
| 20. November  | Walter G. Chamberlain        | US-amerikanischer Banjospieler                                         |       | obits.nola.com              |
| 20. November  | Eddie Pawl                   | US-amerikanischer Saxophonist und Klarinettist                         | 85    | voicenews.com               |
| 17. November  | Graham Coyle                 | australischer Pianist                                                  | 81    | jazzramble.com              |
| 14. November  | Julian Davies                | britischer Bassist und Tubist                                          | 82    | telegraph.co.uk             |
| 13. November  | Dena Epstein                 | US-amerikanischer Musikwissenschaftlerin                               | 96    | legacy.com                  |
| 11. November  | Gaudêncio Thiago de Mello    | brasilianischer Multiinstrumentalist und Musikpädagoge                 | 80    | legacy.com                  |
| 10. November  | Robert McCabe                | US-amerikanischer Musikveranstalter (Detroit Jazz Festival)            | 89    | freep.com                   |
| 9. November   | Bob Gillett                  | US-amerikanischer Saxophonist, Bandleader, Arrangeur und Produzent     | 88    | newstalkzb.co.nz            |
| 9. November   | Kalaparusha Maurice McIntyre | US-amerikanischer Tenorsaxophonist, Bassklarinettist und Perkussionist | 77    | nytimes.com                 |
| 8. November   | Jelena Jurajewa              | kasachisch-deutsche Pianistin                                          | 36    | oberursel3.j-ump.de         |
| 7. November?  | Ken Gordon                   | bermudischer Schlagzeuger und Pianist                                  | 86    | bernews.com                 |
| 6. November   | Ed Lewis                     | US-amerikanischer Saxophonist und Bandleader                           | 91    | obits.nola.com              |
| 2. November   | Bill Lawrence                | amerikanischer Musiker und Instrumententwickler deutscher Herkunft     | 82    | billlawrence.com            |
| 2. November   | Kermit Moore                 | US-amerikanischer Cellist, Komponist und Orchesterleiter               | 84    | nytimes.com                 |
| 2. November   | Serge Oustiakine             | französischer Bassist und Sänger                                       | 52    | sudouest.fr                 |

## Dezember
| Tag          | Name                         | Herkunft/Beruf                                                        | Alter | Beleg                                                                       |
| ------------ | ---------------------------- | --------------------------------------------------------------------- | ----- | --------------------------------------------------------------------------- |
| 31. Dezember | Bobby Gordon                 | US-amerikanischer Klarinettist                                        | 72    | jazzlives.wordpress.com                                                     |
| 31. Dezember | Cookie Tutani                | zimbabwischer Bassist                                                 | 63    | newsday.co.zw                                                               |
| 31. Dezember | Juan Moneo Lara „El Torta“   | spanischer Flamenco-Sänger                                            | 61    | worldmusiccentral.org                                                       |
| 31. Dezember | Al Porcino                   | US-amerikanischer Trompeter                                           | 88    | newsticker.sueddeutsche.de (Memento vom 3. Januar 2014 im Internet Archive) |
| 30. Dezember | Nathan Scholomowitsch Leites | russischer Produzent, Clubbesitzer und Impresario                     | 75    |                                                                             |
| 30. Dezember | Ibrahima Sylla               | senegalesischer Musikproduzent                                        | 59    |                                                                             |
| 28. Dezember | Farid Ali                    | singapurischer Gitarrist                                              | 50    | stcommunities.straitstimes.com                                              |
| 28. Dezember | Paa Bobo                     | ghanaischer Highlife-Musiker                                          | 62    | spyghana.com                                                                |
| 28. Dezember | Dwayne Burno                 | US-amerikanischer Bassist                                             | 43    | jazztimes.com                                                               |
| 28. Dezember | Alexander Cullen             | britischer Musiker und Ingenieur                                      | 93    | telegraph.co.uk                                                             |
| 26. Dezember | Boyd Lee Dunlop              | US-amerikanischer Pianist                                             | 87    | news.wbfo.org                                                               |
| 25. Dezember | Richie Barz                  | US-amerikanischer Holzbläser                                          | 74    | local802afm.org                                                             |
| 25. Dezember | Ivan Dominák                 | tschechischer Schlagzeuger                                            | 78    |                                                                             |
| 23. Dezember | Pierre-Alain Dahan           | französischer Schlagzeuger                                            | 70    |                                                                             |
| 23. Dezember | Yusef Lateef                 | US-amerikanischer Multiinstrumentalist und Komponist                  | 93    | gazettenet.com                                                              |
| 23. Dezember | Ricky Lawson                 | US-amerikanischer Schlagzeuger                                        | 59    | derstandard.at                                                              |
| 21. Dezember | Trigger Alpert               | US-amerikanischer Bassist                                             | 97    | staugustine.com                                                             |
| 21. Dezember | Björn J:son Lindh            | schwedischer Komponist und Flötist                                    | 69    | expressen.se                                                                |
| 20. Dezember | Nelly Omar                   | argentinische Tango-Sängerin                                          | 102   | buenosairesherald.com                                                       |
| 19. Dezember | Herb Geller                  | US-amerikanischer Jazzmusiker, Komponist und Arrangeur                | 85    |                                                                             |
| 16. Dezember | Lubomír Dorůžka              | tschechischer Musikwissenschaftler und -journalist                    | 89    | kultura.idnes.cz                                                            |
| 14. Dezember | David Wertman                | US-amerikanischer Bassist                                             | 61    | masslive.com                                                                |
| 13. Dezember | Rune Öfwerman                | schwedischer Pianist, Arrangeur und Orchesterleiter                   | 80    | dn.se                                                                       |
| 12. Dezember | Zbigniew Karkowski           | polnischer Experimentalmusiker                                        | 55    | spin.com                                                                    |
| 11. Dezember | George Buck                  | US-amerikanischer Impresario und Musikproduzent                       | 84    | nola.com                                                                    |
| 11. Dezember | Robert Carter                | US-amerikanischer Posaunist                                           | 98    | stltoday.com                                                                |
| 10. Dezember | Jimmy Amadie                 | US-amerikanischer Pianist und Arrangeur                               | 76    | citypaper.net                                                               |
| 10. Dezember | Jim Hall                     | US-amerikanischer Gitarrist                                           | 83    | jazztimes.com                                                               |
| 9. Dezember  | Bobby Jackson                | US-amerikanischer Rundfunkmoderator und Pädagoge                      | 57    | jazztimes.com                                                               |
| 8. Dezember  | Larry McKinley               | US-amerikanischer Rundfunkmoderator, Musikproduzent und -veranstalter | 85    | nola.com                                                                    |
| 8. Dezember  | Meinhard Puhl                | deutscher Bassist und Arrangeur                                       | 71    | lmr-nrw.de                                                                  |
| 7. Dezember  | Ryszard Damrosz              | polnischer Komponist und Orchesterleiter                              | 92    |                                                                             |
| 7. Dezember  | Jorge „El Negro“ González    | argentinischer Bassist und Club-Betreiber                             | 79    | lanacion.com.ar                                                             |
| 7. Dezember  | Jerry Steinholtz             | US-amerikanischer Perkussionist                                       | 76    | thedeadrockstarsclub.com                                                    |
| 7. Dezember  | Chick Willis                 | US-amerikanischer Bluesmusiker                                        | 79    | blogs.ajc.com                                                               |
| 6. Dezember  | Jack Purcell                 | US-amerikanischer Posaunist und Bigband-Leader                        | 94    | post-gazette.com                                                            |
| 6. Dezember  | Stan Tracey                  | britischer Pianist, Arrangeur und Komponist                           | 86    | theguardian.com                                                             |

## Datum unbekannt
|                                  | Name                                    | Beruf / bekannt durch                                       | Alter | Beleg                             |
| -------------------------------- | --------------------------------------- | ----------------------------------------------------------- | ----- | --------------------------------- |
| Todesmitteilung am 21. Dezember  | Kim Sanders                             | australischer Multiinstrumentalist                          | ≈65   | smh.com.au                        |
| Todesmitteilung am 20. Dezember  | Eric „Guitar“ Davis                     | US-amerikanischer Bluesmusiker                              | 41    | chicagotribune.com                |
| Todesmitteilung am 11. Dezember  | Vic Powell                              | US-amerikanischer Posaunist                                 |       | local802afm.org                   |
| Todesmitteilung am 1. Dezember   | Chester P. Bloomberg („Chet Boomerang“) | Australischer Musiker                                       | 84    | cafespike.com                     |
| Todesmitteilung am 27. November  | Chris Sheridan                          | britischer Jazzforscher und Diskograph                      | 70    | [ 3 ]                             |
| Todesmitteilung am 7. November   | Frank Gray                              | britischer Journalist                                       | 72    | theguardian.com                   |
| Tot aufgefunden am 26. September | „Dangerous Dan“ Earnest                 | US-amerikanischer Bluesmusiker                              | 60    | lubbockonline.com                 |
| Todesmitteilung am 29. August    | Arch McKirdy                            | US-amerikanischer Rundfunkmoderator                         |       | radioinfo.com.au                  |
| Todesmitteilung am 25. August    | Richard Madgwick                        | britischer Pianist                                          | 68    | thisiscroydontoday.co.uk          |
| Todesmitteilung am 23. August    | Mike Canterino                          | US-amerikanischer Jazzclubbesitzer (The Half Note)          |       | [ 4 ]                             |
| Todesmitteilung am 7. August     | Silverio „Berry“ Yaneza                 | philippinischer Trompeter                                   | 87    | scmp.com                          |
| Todesmitteilung am 2. August     | Sheila Giles                            | britische Sängerin                                          |       | lance-bebopspokenhere.blogspot.de |
| Todesmitteilung am 12. Juli      | John Porter                             | britisch-gibraltarischer Pianist                            |       | twitter.com                       |
| Todesmitteilung am 11. Juli      | Harry Miller                            | samoanischer Gitarrist                                      |       | rnzi.com                          |
| Todesmitteilung am 24. Juni      | Mimi Melnick                            | US-amerikanische Mäzenin                                    |       | lamag.com                         |
| Todesmitteilung am 8. Mai        | Cliff Wren                              | britischer Trompeter, Bassist und Sänger                    | 74    | jazzinstitut.de                   |
| Todesmitteilung am 17. April     | Eddie Williams                          | walisischer Trompeter                                       | 71    | walesonline.co.uk                 |
| Todesmitteilung am 1. April      | Johnny V. Mills                         | kanadischer Bluesmusiker                                    | 59    | vancouversun.com                  |
| Todesmitteilung am 12. März      | Avril Dankworth                         | britische Musikpädagogin und Autorin                        | 90    | rhinegold.co.uk                   |
| Todesmitteilung am 11. März      | Colin Gieg                              | US-amerikanischer Bassist                                   |       | obitpatrol.blogspot.de            |
| Todesmitteilung am 13. Februar   | Eric Beauvois                           | französischer Musikveranstalter                             |       | jazzradio.fr                      |
| Todesmitteilung am 9. Februar    | Val Valente                             | maltesischer Saxophonist                                    | 74    | timesofmalta.com                  |
| Todesmitteilung am 31. Januar    | Pierre Lafargue                         | französischer Autor und Produzent                           |       | tsfjazz.com                       |
| Todesmitteilung am 25. Januar    | Alain Mottet                            | französisch-polynesischer Pianist, Regisseur und Kameramann | 90    | polynesie.la1ere.fr               |
| Todesmitteilung am 4. Januar     | Tony Hopkins                            | australischer Schlagzeuger                                  |       | dubdotdash.blogspot.de            |